# スィヴァス県
スィヴァス県（スィヴァスけん、トルコ語: Sivas ili）は、トルコ、中央アナトリア地方の県。トルコで2番目に大きい県である。北部をオルドゥ県、北東部をギレスン県、東部をエルズィンジャン県、南東部をマラティヤ県、南部をカフラマンマラシュ県、南西部をカイセリ県、西部をヨズガト県の各県に囲まれている。県庁所在地はスィヴァス。
中央アナトリア地方の大部分が夏は熱く、乾いていて、冬は冷たく、雪が多いが、スィヴァス県もこの気候である。 しかしながら、東アナトリア地方に近い地域の気候は高地の気候となり、県の北部は黒海の気候となる。
この県は温泉で有名である。

## 下位自治体
スィヴァス県は17つの下位自治体がある。
- スィヴァス（Sivas）
- アクンチュラル（Akıncılar）
- アルトゥンヤイラ（Altınyayla）
- ディヴリイ（Divriği）
- ドアンシャル（Doğanşar）
- ゲメレク（Gemerek）
- ギョロヴァ（Gölova）
- ギュリュン（Gürün）
- ハフィク（Hafik）
- イムランル（İmranlı）
- カンガル（Kangal）
- コユルヒサール（Koyulhisar）
- スシェフリ（Suşehri）
- シャルクシュラ（Şarkışla）
- ウラシュ（Ulaş）
- ユルドゥゼリ（Yıldızeli）
- ザラ（Zara）

## 歴史
シルクロードと王の道はこのスィヴァス県を通っている。史料によると、スィヴァス県の地域は、紀元前2000年の初ごろ、ヒッタイト文明の期間の間に最初に居住され、重要な村落となった。その後、フリギア、リディア、アッシリア、ローマ帝国、東ローマ帝国、セルジューク朝、ダニシュメンド朝、イルハン朝、エレトナ侯国、オスマン帝国の支配下になった。
現在のトルコ共和国の基礎はケマル・アタテュルクが大統領の間、1919年9月4日に建てられたシバス議会（英語: Sivas Congress）によって築かれた。このように、トルコの国史にとってスィヴァス県を重要にした。